# São Bartolomeu (Vale da Pinta)
São Bartolomeu é uma invocação do Apóstolo/Discípulo de Jesus Cristo e Mártir Cristão — identificado por Bartolomeu (Mateus 10 1:4; Marcos 3:13–19; Lucas 6:12–16) ou Natanael (João 1, 43-51), provavelmente Natanael Bar Tholmai ("Natanael, Filho de Tolmeu") -, no lugar de Vale da Pinta, no Cartaxo, Distrito, Diocese e Arciprestado de Santarém, em Portugal, o qual tem honra de orago e padroeiro titular local. 

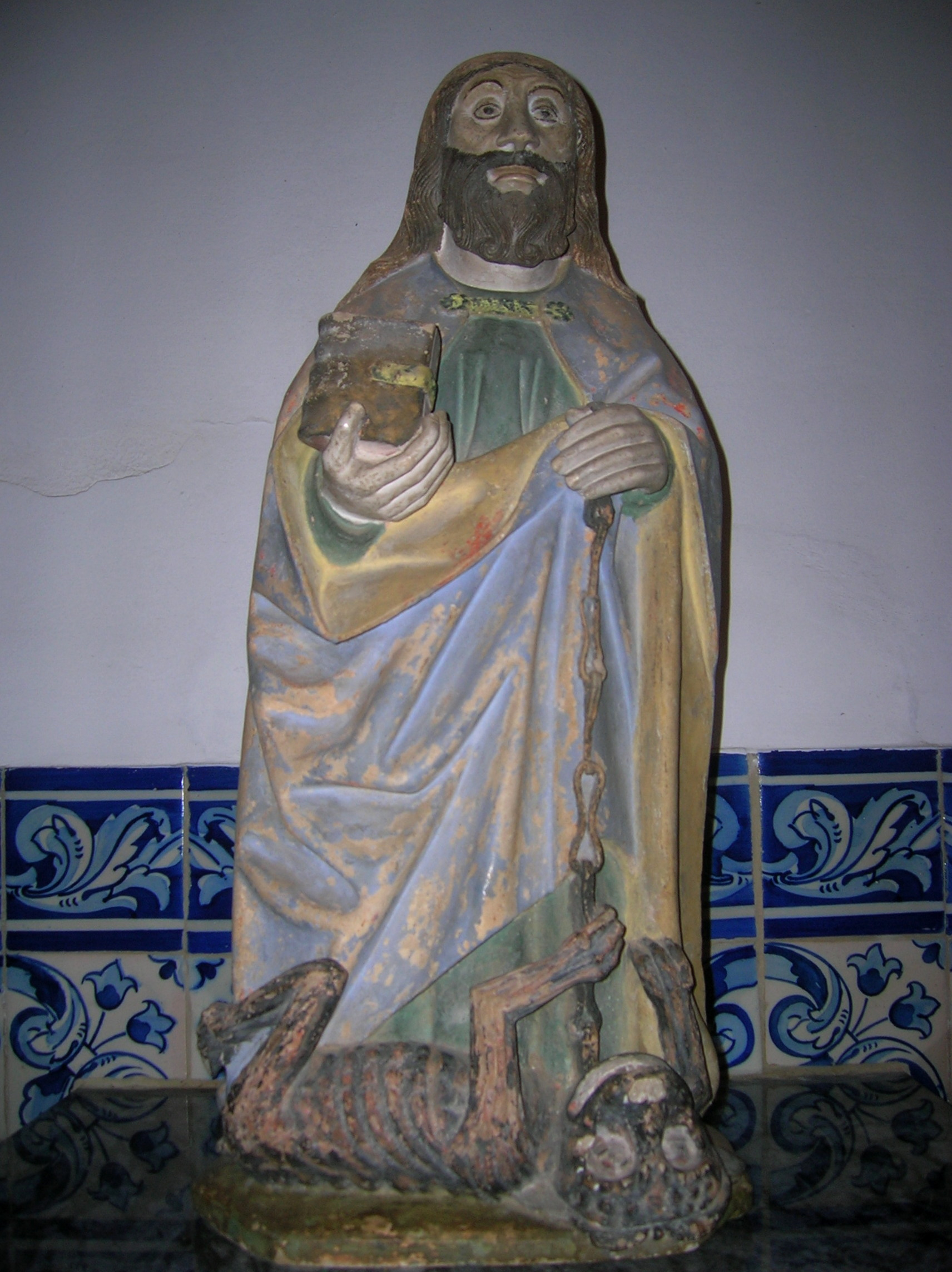
S Bartolomeu de Vale da Pinta II

## Resumo Hagiográfico
Ainda que muitas vezes anonimizada no grupo de Discípulos, a sua ação é narrada nos Evangelhos e nos Atos dos Apóstolos, tendo estado em quase todos os momentos da vida pública de Jesus. De todas as descrições é a de João a mais expressiva colocando-o num intenso diálogo com Jesus. Uma tradição cristã coloca-o na morte ou Dormição de Maria, à qual, acorreram todos os Apóstolos. Da mesma forma, em conjunto com Filipe, evangelizou na Ásia-Menor. Pela palavra, eloquência e erudição, fascinou e converteu. Preso e condenado diversas vezes, sobrevivendo às diversas execuções, foi na sua viagem e estadia na Arménia que sucumbiu por volta do ano 90 DC. Pela pena da tortura foi esfolado vivo. Conquanto que ainda louvava e pregava com erudição convertendo os seus carrascos, aturdidos pelo heroísmo, foi ordenado que se lhe decepasse a cabeça.
Pela esfolação é conhecido como o padroeiro dos carniceiros, curtumeiros e profissões relacionadas com a indústria de peles e/ ou animais com elas relacionadas.

## Iconografia
Entre nós é comum representar-se na escultura e pintura com o Diabo acorrentado aos pés e na pintura amarrado a uma cruz (em X) com um braço parcialmente esfolado.
Apesar de rara (?) em Portugal , em Itália, alguma da sua iconografia impunha a representação de um homem esfolado trazendo ao ombro a sua pele. É nesta condição que Miguel Ângelo o representou no Juízo Final da Capela Sistina em Roma. Não é caso único. Encontramos variantes na pintura de Matteo di Giovanni (1430 – 95) e nas esculturas de Marco D’Agrate (1504 – 71), Catedral de Milão, ou Pierre Le Gros, o Jovem (1666 – 1719), São João de Latrão em Roma.
Curioso notar que no flanco direito do pórtico da Sé de Évora encontramo-lo representado como um Patriarca Bíblico de idade avançada. O seu aspeto é de um Rabi (cabelo e barba longa com canudos). Consigo traz uma adaga numa mão e um livro na outra (Evangelho de Matias?). Na base do nicho, com função decorativa ou semelhante à de um Atlante, suportando a peanha que o sustenta, encontra-se uma figura demoníaca representada e disposta como elemento simbólico místico com signo e significado análogo aos quatro Evangelistas – o Boi, o Leão, o Anjo e a Águia.
Mais estilizado, sem analogias hebraicas, no flanco direito do pórtico do Mosteiro de Santa Maria da Vitória [Batalha] aparece tal como identificamos habitualmente: um homem de meia-idade, barba curta e cabelo médio-grande, empunhando um livro e trazendo acorrentado uma figura demoníaca com forma humana contorcida subjugada e pisada por um dos seus pés.

## Orago
Desde a fundação desta igreja, como templo novo, adaptado ou convertido, que o Apóstolo São Bartolomeu aparece consagrado como orago e padroeiro de Vale da Pinta. Dá o nome à igreja local, Igreja Paroquial de São Bartolomeu (também Igreja Matriz de Vale da Pinta), sendo a paróquia denominada de São Bartolomeu de Vale da Pinta.
Actualmente na região e arredores não aparece expressão conhecida como orago ou padroeiro, sendo, nessa qualidade, culto ímpar na Diocese de Santarém (1975). Encontram-se as expressões mais próximas na Castanheira do Ribatejo (c. de 30 km Sul), em São Bartolomeu dos Galegos, na Lourinhã, (c. 70 km Oeste), ambos no Patriarcado de Lisboa; e na Atouguia, em Ourém, (c. 90 km Norte), na Diocese de Leiria-Fátima.

## Imagens
Subsistem na igreja local três imagens de diferentes épocas. Uma medieval de data incerta, uma datada do séc. XVI e outra do séc. XVIII. 

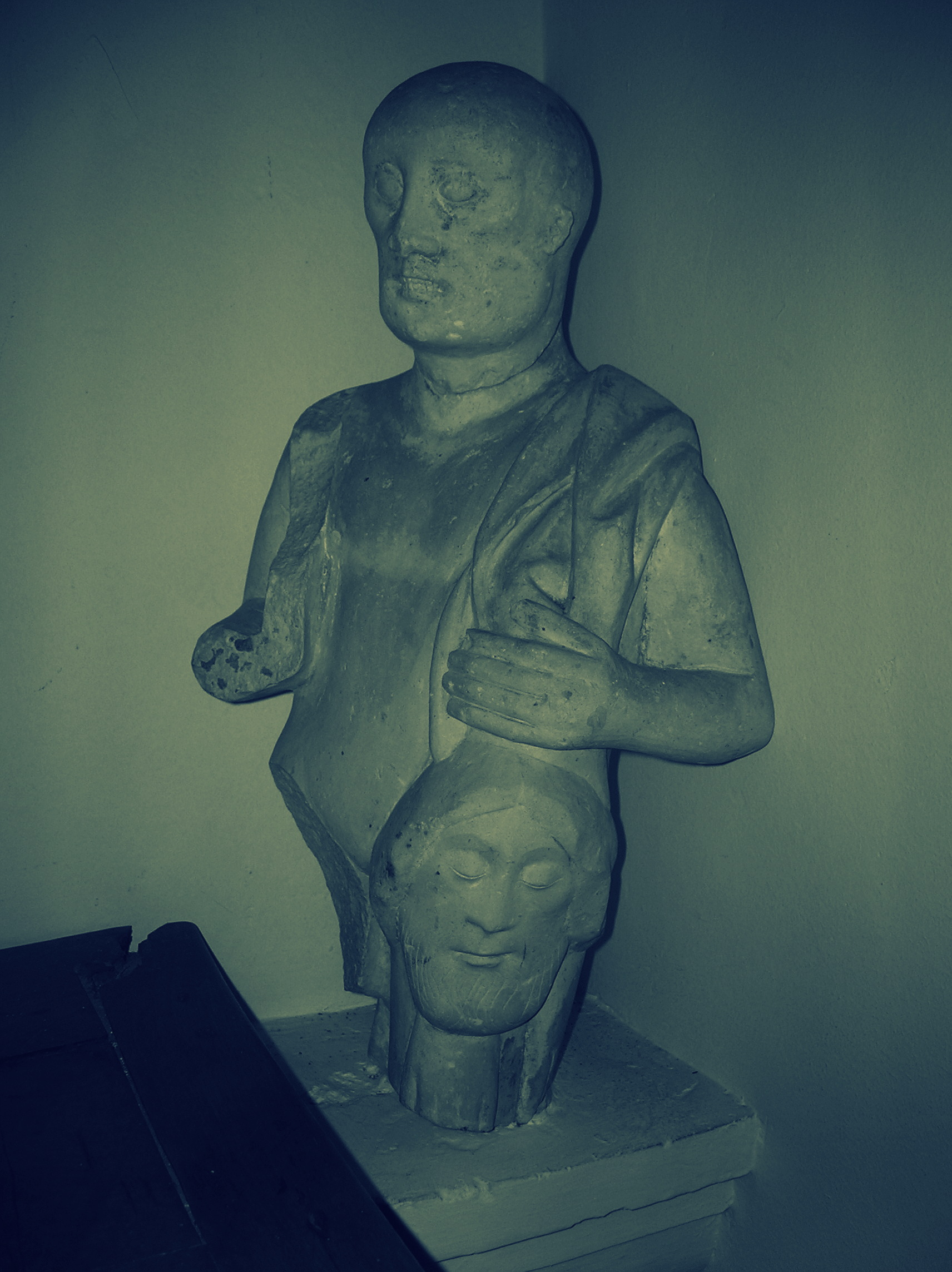
S Bartolomeu de Vale da Pinta I

De pedra branca maciça sem qualquer coloração policromada, a primeira imagem, a mais antiga (?), é uma estátua bastante mutilada (ausência dos membros) representando um homem nu esfolado trazendo a pele ao ombro. Lembra o martírio e a flagelação. Na pele, com perfeição, segundo a estética do estilo, é possível distinguir a cabeça. Bem arranjada, cabelos e barba alinhados, trás as pálpebras fechadas em sinal de falta de vida. Uma vez incompleta não nos é possível saber se trazia consigo outros símbolos ou significados. Numa análise comparada, segundo os autores acima identificados, identificamo-la como uma variante da estética dita romana. Curiosamente, com algum assombro contemporâneo, reminiscente da descoberta medieval de imagens ou de encontros milagrosos, mas sem o maravilhoso de outrora, foi achada na abertura de um poço na propriedade do Embaixador Luís Teixeira de Sampayo na primeira metade do séc. XX.
A segunda imagem, do séc. XV ou XVI, combina elementos dos estilos dos pórticos de Évora e Santa Maria da Vitória. É uma imagem parietal de pedra maciça. Embora longos, os seus cabelos aparecem sem canudos. A barba, ainda que lisa, faz uma ondulação encaracolada nos extremos. Veste túnica e manto com trabalho de panejamentos em grande relevo enriquecido pelo fecho do manto. Policromada, sem vestígios de ouro, as suas cores são o azul e o amarelo. Não trás adaga. Na mão direita (o bem) trás um livro trancado e na mão esquerda (o mal) uma corrente que aprisiona uma figura demoníaca escanzelada pintada de negro submissa a seus pés. Esteve durante muitos anos colocada numa dependência.

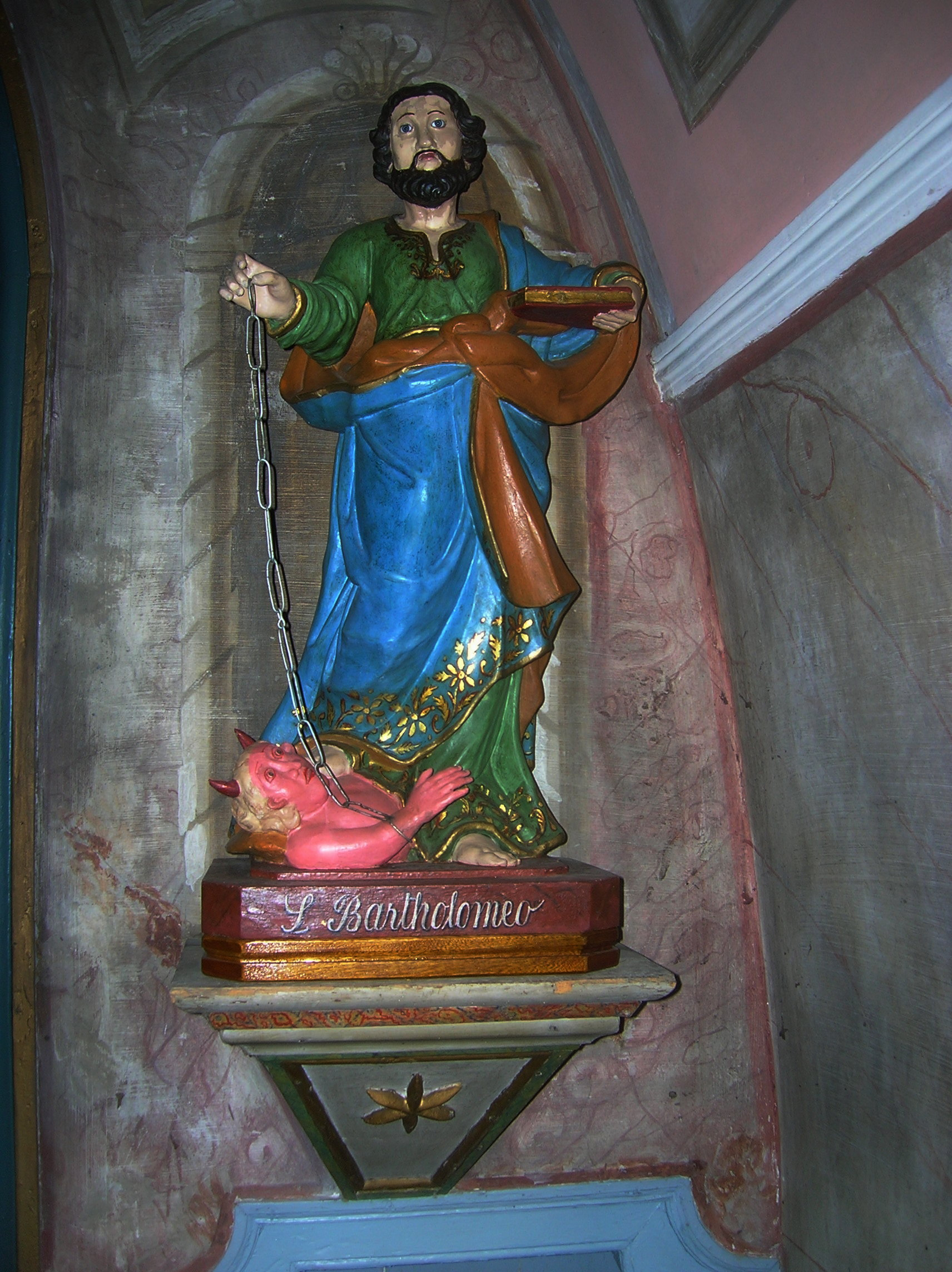
S Bartolomeu de Vale da Pinta III

A terceira imagem, de feição barroca, antes de 1758, parece ser baseada na anterior seguindo o gosto da época da sua concepção. É a imagem utilizada nas procissões. Embora hoje muito repintada é em madeira policromada a côr (verde, azul e castanho) e a ouro. Cabelos e barba encurtados, olhos de vidro, corrente de metal aprisionando a figura demoníaca (retratada como um homem com chifres e pintada com côr-da-pele humana) submetida e dominada por um dos seus pés. Possui um resplendor de prata.

## Culto e Altar
Uma vez desconhecida a origem e fundação do igreja/ templo, a mesma aparece associada à História de Portugal e a épocas anteriores à fundação da nação (atestando esta antiguidade, guarda-se na igreja uma cruz de bronze batido atribuída aos visigodos e uma pia de pedra com um carão esculpido e uma inscrição misteriosa).

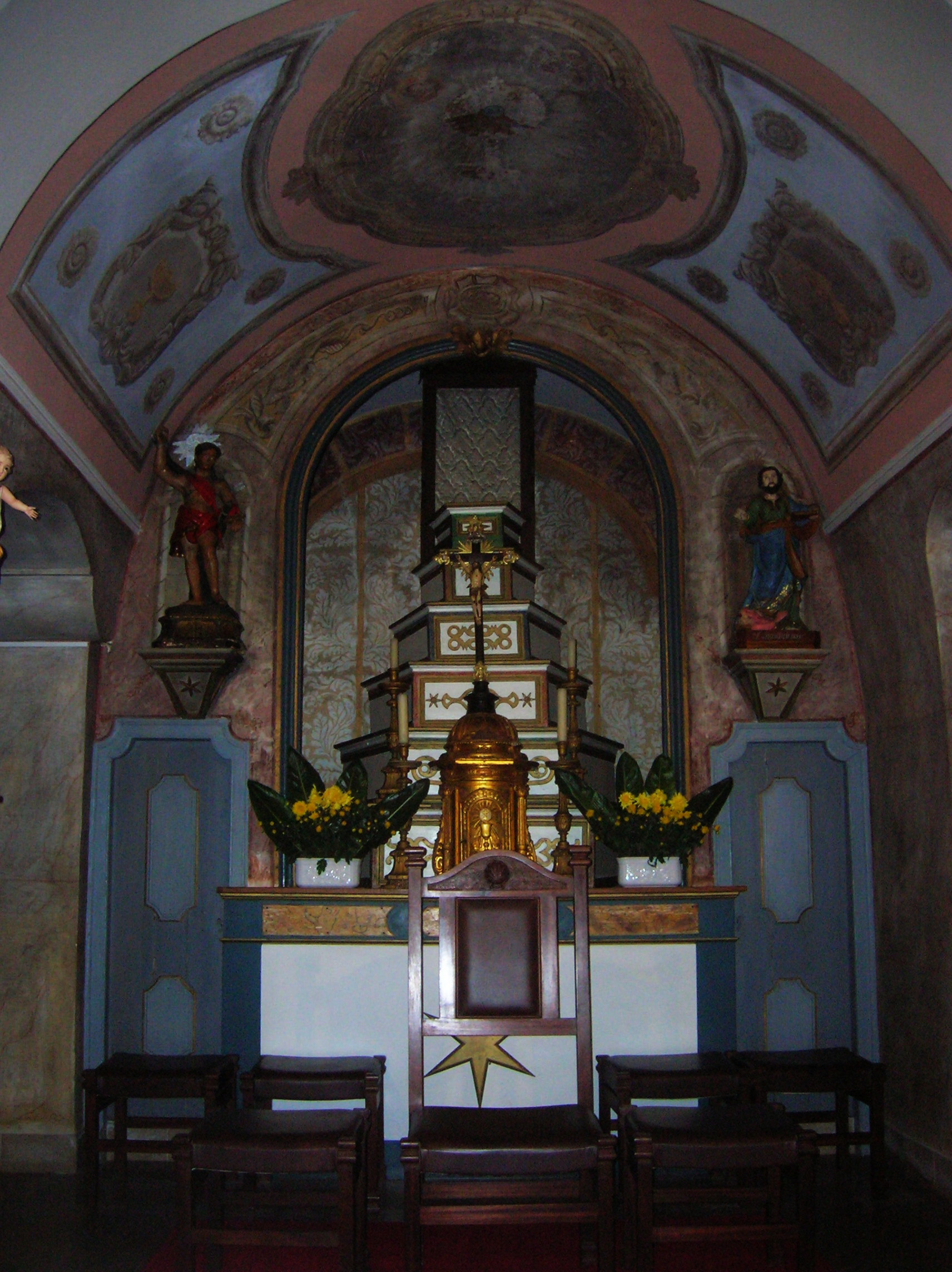
Altar S Bartolomeu de Vale da Pinta

Uma lenda associada a este culto de São Bartolomeu conta-nos que a 24 de Julho de 1139 D. Afonso Henriques passou neste lugar, que foi ponto de partida para a Batalha de Ourique. Na igreja de então, a primitiva, mais tarde, e, provavelmente por si doada aos cavaleiros da Ordem do Templo (testemunhado pelo rol de bens convertidos, assegurado pelo relatório efectuado 1320-21 por D. Dinis, aparece no Catálogo de todas as igrejas, comendas e mosteiros que havia nos Reinos de Portugal e dos Algarves pelos anos de 1320-1321, com a dotação de cada uma delas), ouviu missa e comungou e num poço nas proximidades achou uma imagem de São Bartolomeu que mandou recolher à igreja. Esta tradição era ainda tão forte no inicio do séc. XX, tal como ainda é hoje, que o General Vitoriano José César se serviu dela para apoiar a sua tese sobre a Batalha de Ourique.
Outra tradição, eventualmente, resultante da reminiscência quinhentista da disposição das imagens nesta igreja, contava que as imagens de São Bartolomeu e Santa Catarina de Alexandria, ambas da mesma época, estilo e material, estavam colocadas uma diante da outra. A localização é desconhecida pois dessa época e decoração pouco resta. Fruto das intervenções efetuadas por Luís Gonçalves de Proença, Capelão do Cardeal Infante D. Afonso de Portugal, que a recuperou entre 1527-29 a igreja do estado de ruína, de cruz latina, e de gosto "persistentemente manuelino", na arquitetura subsistem algumas abobadas de fecho cruzado e uns portais exteriores de alvenaria. É por isso provável que tenha sido o responsável pela aquisição destas imagens.
Em 1758, de acordo com o Dicionário Geographico de Portugal, em nota manuscrita pelo P. Nicolau da Silva ... (pároco do Cartaxo) o seu altar é identificado como o principal. Nele, independentemente da decoração, tal como hoje, supõe-se que estariam colocadas as imagens de São Bartolomeu e São Sebastião (padroeiro secundário que chegou a ter festa própria com procissão).
Apesar do atual ser de gosto decorativo e cenográfico (painel entaipado pintado em estuque com o efeito a Trompe-l’oeil nas decorações e nichos e fundo em marmoreado) remete para uma economia de recursos muito reduzida de uma época muito posterior (provavelmente final do séc. XIX, eventualmente c. 1886 – ano da construção da torre sineira e contemporânea à decoração total de estuque parietal com efeito de marmoreado).
Somente o Sacrário é em talha dourada. O facto de estar centrado e o altar ser acondicionado a este tabernáculo (e não o contrário), esta leitura, na diferença de estilos, sugere que o mesmo possa ser resquício da decoração ou altar de uma época anterior.
O Arco Triunfal é encimado por um Querubim. O Trono, em escada, também ele cenográfico, é constituído por degraus (caixotões) pintados de branco, ornamentados ao centro por arabescos e estrelas em dourado (sempre diferentes em cada degrau), ladeados por faixas duplas em dourado e em marmoreado de diferentes cores nos diferentes degraus (rosa, verde, encarnado e azul). No cimo um Baldaquino com um rendilhado dourado em metal. O último degrau é móvel e era retirado para a exposição do Santíssimo Sacramento aí colocado sobre uma pedra ara. O teto do mesmo possuía um triângulo radiante com o olho-que-tudo-vê, símbolo da Santíssima Trindade, pintado em papel e aí colado (hoje desaparecido durante o restauro do altar).
No teto do altar, em abobada em berço, está pintado o firmamento sob fundo branco. O seu fundo, igualmente pintado, imita panejamentos adamascados com rendilhados dourados. Dada a pouca iluminação natural da igreja, ausente de grandes janelas ou janelões, no passado por somente frestas arredondadas, das quais restam duas, todo o efeito, envolto na penumbra deveria resultar com maior realismo, nobreza e solenidade do que atualmente.
Tem ainda este altar e a sua capela a distinção de altar/ capela-mor. Já sem a mesa característica, e ausente da maioria das suas alfaias, o altar, está centralizado no fundo da capela. É ladeado por uma tribuna abalaustrada a nível térreo (direita), pelo acesso à sacristia (esquerda) e pelo acesso à nave da igreja (frente) vedado por uma balaustrada (hoje removida). O seu teto, em abobada em berço, é identificado pela SIPA como um dos mais curiosos relicários portugueses. Embutido neste, ao centro, está uma relíquia do Santo Lenho aparada por um monóculo de vidro. Em volta desta, com recurso ao efeito de Trompe-l’oeil, estão pintados uma custódia e três Querubins louvando incessantemente por entre nuvens de incenso lançado por um Turibulo (à direita) assistido por uma Naveta (à esquerda). Complementam o motivo florões (rosas que imitam a do fecho da abobada central) e molduras de gosto barroco com motivos vegetativos imitando pedra e caixilhos que fecham e dividem o conjunto em três painéis como se de um retábulo flamengo se tratasse.
Nos anos 90 do séc. XX a imagem quinhentista foi revalorizada e recolocada em exposição na igreja. No arco da Capela-mor encontram-se duas peanhas. À data, frente a frente, estavam Santa Catarina [de Alexandria] e uma imagem moderna de São José (depois de 1967). Tendo estas sido interpretadas como a localização ancestral de São Bartolomeu e Santa Catarina, foi aqui reposta a imagem quinhentista. Concorrendo com a imagem barroca, foi, esta última, retirada do altar principal. No seu lugar foi colocada a imagem de São José. Deslocado na mesma reforma o Sacrário para uma das capelas laterais, sem a imagem de culto, este altar perdeu a sua primazia e importância.
Posteriormente, já no primeiro decénio do séc. XXI, num acerto contemporâneo de reforma litúrgica, a antiga ordem foi reposta. Deslocado ainda o Sacrário uma vez mais para uma nova dependência, a antiga capela batismal, à entrada da igreja, a imagem quinhentista foi colocada novamente em exposição agora numa das capelas laterais.

## Festas
Atualmente não é conhecida nenhuma festa em honra de São Bartolomeu. Porém a existência de imagens distintas, de diferentes épocas, lembra que o culto sempre foi forte e nunca secundarizado.
As festas modernas de Nossa Senhora da Graça, padroeira afetiva, são marcadas no domingo seguinte ao dia de São Bartolomeu. Caso este calhe num domingo, será sempre no domingo seguinte a marcação das festas da padroeira, fixada tradicionalmente no último domingo de Agosto.
Na procissão das festas em honra de N. Sr. da Graça, assim como das festas do Mártir Santo [São Sebastião], em Janeiro, interrompidas desde os anos 50 do séc. XX, a imagem de São Bartolomeu tem a primazia na procissão, sendo a primeira do cortejo independentemente do número de imagens veneradas em procissão.
Nos anos 90 do séc. XX, pelo P. António Cândido, foi revitalizada a sua importância passando a assinalar-se o seu dia litúrgico com Missa Festiva.

## Sinais de Devoção Popular
Não existem em Vale da Pinta, como em alguns pontos do país, associações com tradições que se ligam ao folclore e ao supersticioso. Desconhece-se mesmo a origem e a razão da devoção. Localmente, as devoções de São Gens (Pontével) e Santo Antão (Vila Nova de São Pedro), a poucos quilómetros, indicam nas imediações três cultos fortes relativos à pastorícia ou à criação de animais como forma de subsistência e economia da região.
Foi comum a atribuição do nome Bartolomeu a elementos do sexo masculino, tendo sido até meados do séc. XX um nome muito comum. Pela corrupção do nome, os mesmos, localmente, eram chamados de muitas vezes de "Bart'lameu" ou "Lameu". Como alcunha, implicava muitas vezes a filiação de dado indivíduo a um progenitor ou antepassado direto assim chamado.
Na localidade o seu nome aparece ainda ligado a um poço de estrutura abobadada nas imediações da igreja, o qual, pela ausência de reboco e decoração, de aparência medieval, falsamente a lembrar os estilos mendicantes, aparece associado a lendas e teses sobre a passagem de D. Afonso Henriques por este lugar e a Batalha de Ourique, enquanto acontecimento ocorrido na zona do Cartaxo.
Na Quinta do Atravessado, em Pontével, na extremidade com a Ereira, existia uma estrutura abobadada semelhante com o nome de Fonte de São Bartolomeu comumente conhecida como Fonte do Chocalho. Datada de 1886 foi local de romaria aos campos no Dia da Espiga, vulgo 5ª feira da Ascensão ou 5ª Feira da Espiga.
Recentemente a Junta de Freguesia de Vale da Pinta promoveu esta presença e identidade histórica e cultual, nos seus aspectos locais, atribuindo-lhe uma rua denominada: Rua de São Bartolomeu.